# Julius Spiegelberg
Julius Spiegelberg (* 18. Februar 1833 in Peine; † 24. Januar 1897 in Köln) war ein deutscher Unternehmer und Industrieller.

## Leben

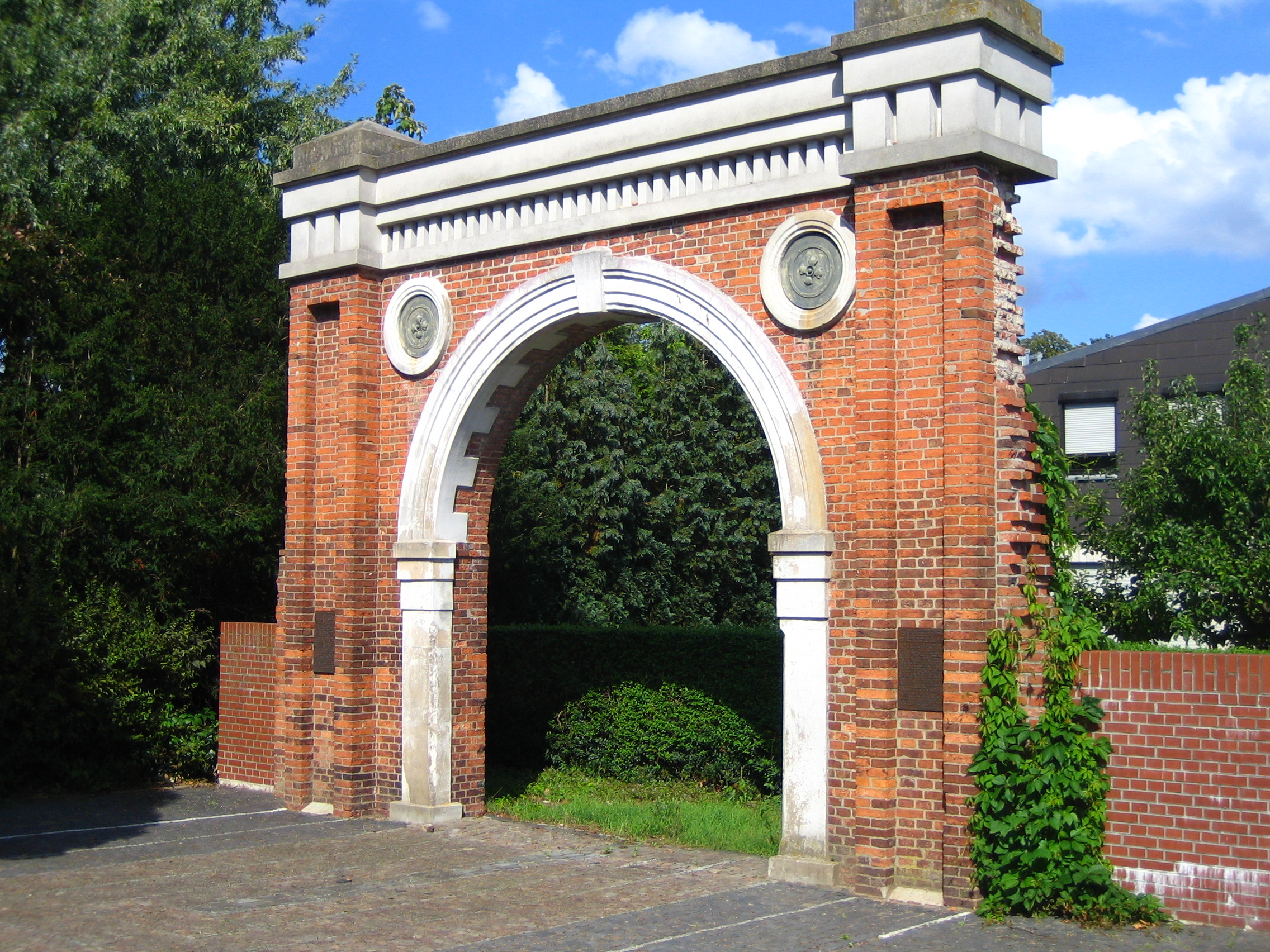
Eingangstor der ehemaligen Jutespinnerei. Heute Gedenkstätte für die Opfer des KZ Vechelde.

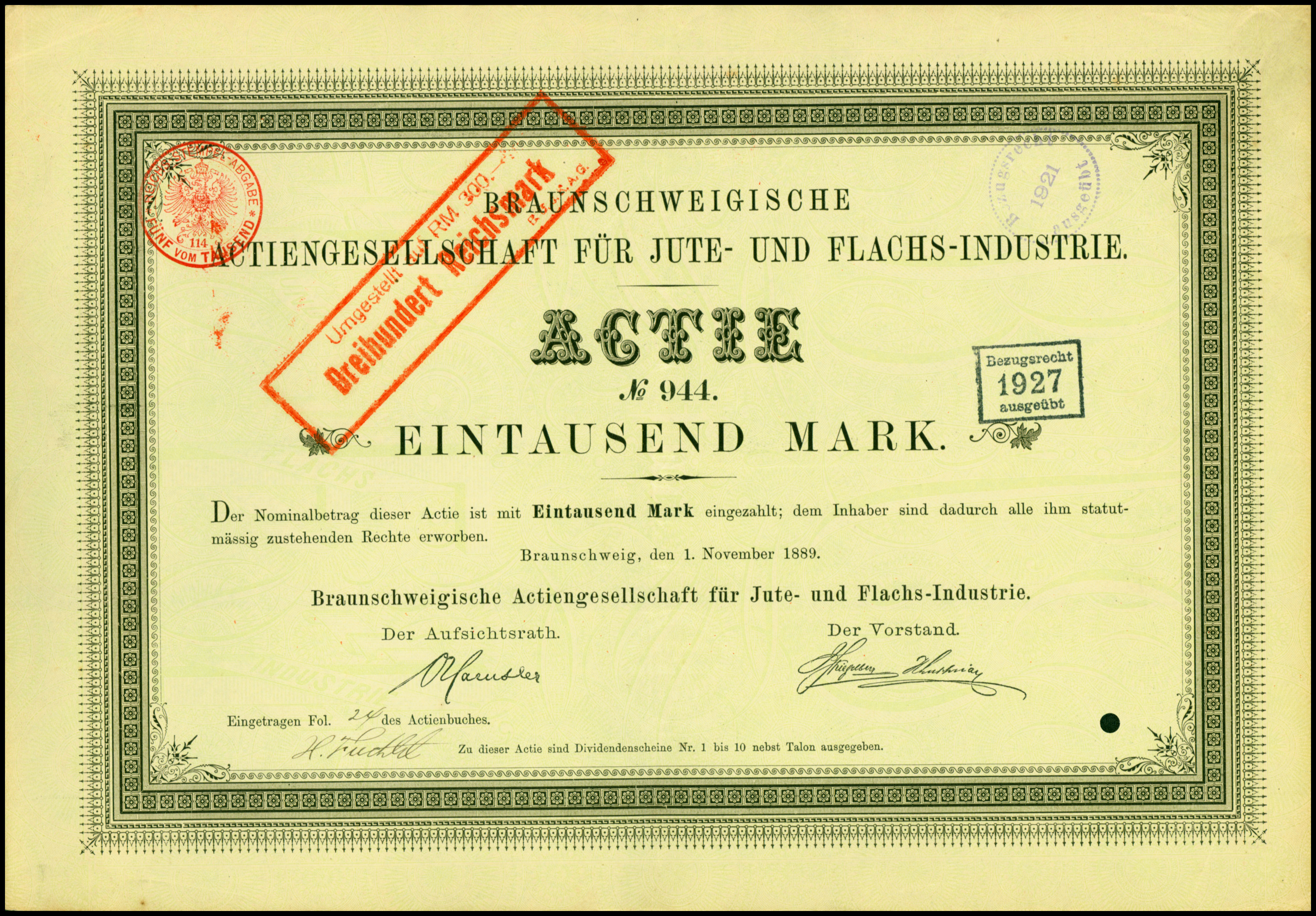
Aktie über 1000 Mark der Braunschweiger AG für Jute- und Flachs-Industrie vom 1. November 1889 mit Unterschrift von Julius Spiegelberg als Vorstand

Julius Spiegelberg war der Sohn des jüdischen Kaufmanns Samuel Spiegelberg (* 16. Oktober 1792 in Peine, † 17. Juni 1871 in Braunschweig) und seiner Frau Betty, geborene Holländer (* 15. März 1801 in Hildesheim, † 25. September 1859 in Braunschweig).
Spiegelberg gründete 1861 die erste Jutespinnerei auf dem europäischen Festland in Vechelde bei Braunschweig (heute Landkreis Peine) mit schottischen Experten und englischem Kapital. Er ließ seine Arbeiter durch Jutespinner aus dem schottischen Dundee ausbilden. Da die Finanzierung durch deutsche Kapitalgeber nicht allein realisiert werden konnte, gewann Spiegelberg englische Investoren und gründete mit ihnen im Jahr 1866 die British and Continental Jute and Flax Works Company Ltd. mit Sitz in London und Braunschweig. Die Jutespinnerei in Vechelde, die nur Garn gesponnen, aber nicht selbst verwebt hat, konnte im Jahr 1866 wöchentlich rund 500 bis 600 Zentner Garn liefern.
Ein Jahr später wandelte er das Unternehmen in eine Aktiengesellschaft um. 1867 wurden 4000 Aktien a 25 £ in London, Berlin, Braunschweig und Hamburg zur öffentlichen Zeichnung aufgelegt. Ein weiteres Jahr später, 1868, ging die Gesellschaft in die Braunschweigische Aktiengesellschaft für Jute- und Flachs-Industrie über.
Spiegelberg war Gründer und Vorsitzender des Vereins deutscher Jute-Industrieller und erhielt im Jahr 1882 den Titel eines herzoglich-braunschweigischen Kommerzienrats.
Als Industrieller war Julius Spiegelberg ein entschiedener Befürworter von Kinderarbeit. Im Mai 1887 wies er in einer Petition an Karl Heinrich von Boetticher (1833–1907), damals Staatssekretär im Reichsamt des Innern, darauf hin, dass eine Einschränkung der Kinderarbeit die Industrie schädige und die Textilindustrie Kinderarbeit zur Ausbildung fähiger Arbeiter benötige.
Im Jahr 1926 wurde die Jutespinnerei in Vechelde stillgelegt. Zwischen September 1944 und im Februar 1945 befand sich auf dem Gelände das KZ-Außenlager Vechelde, ein Unterkommando des Konzentrationslagers Neuengamme.

## Tod und Erinnerung
Im Januar 1897 starb Spiegelberg auf einer Reise in Köln an einem Schlaganfall. Sein Grab befindet sich auf dem Hauptfriedhof in Braunschweig.
Im Dezember 2008 entschied sich der Vorstand des Gymnasiums Vechelde für eine Namensänderung. Seit März 2009 trägt das im Jahr 2004 gegründete Gymnasium den Namen Julius-Spiegelberg-Gymnasium (JSG).

## Trivia
Spiegelberg war Mitglied des sogenannten „Englisch- und Französisch-Clubs“ in Braunschweig. Der Club war keine Vereinigung zur Pflege englischer und französischer Kultur, sondern diente den Mitgliedern zur Förderung ihrer Sprachkenntnisse, die sich günstig auf ihre Geschäftsbeziehungen auswirken sollten.
Etwa fünfzehn Braunschweiger Geschäftsleute trafen sich in den Wintermonaten wöchentlich in einem Wohnhaus eines ihrer Mitglieder, reichlich mit Wein, Bier und Zigarren versehen, um für einen Abend Englisch oder Französisch miteinander zu sprechen. Für jeden Rückfall in die deutsche Muttersprache, so die Statuten des Clubs, hatte der Täter eine Geldbuße in Höhe von einem Taler (drei Mark) zu entrichten.
Der englische Politiker und Reiseschriftsteller Lord Frederick Spencer Hamilton (1856–1928), an einigen Abenden Gast dieser Runde, berichtet von einem reichlich „verdrehten“ Englisch dieser Herren.